# 少女、学校へ行く
『少女、学校へ行く』（朝鮮語：소녀 학교에 가다）は、韓国のMnetで2007年7月27日から9月21日にかけて放送されたテレビ番組。デビューして間もないアイドルグループ「少女時代」がMnetの番組「School of 楽」の公演に参加する様子と活動の舞台裏を描く。

## 出演者
少女時代
2007年8月に韓国でデビューした9人組のアイドルグループ。
ソンミン（SUPER JUNIOR）
ナレーション担当。

## 放映リスト
| 話数 | 放映日時      | タイトル                         | 主な内容 |
| ---- | ------------- | -------------------------------- | --- |
| 1    | 2007年7月27日 | 私たちは少女時代                 | 合宿所への入所、「School of 楽」見学                                                                                     |
| 2    | 2007年8月3日  | 少女達よ、初めての舞台に立て！   | 「School of 楽」非放送舞台の練習                                                                                         |
| 3    | 2007年8月10日 | 少女達よ、ショーをせよ！         | 初めての「School of 楽」非放送舞台 「また巡り逢えた世界」のミュージックビデオ撮影                                        |
| 4    | 2007年8月17日 | 少女時代、私たちは一つ！         | 「School of 楽」ファッションショーへの参加と非放送舞台 「Mカウントダウン」での非放送舞台、ティファニーの誕生日パーティー |
| 5    | 2007年8月24日 | 少女達、隠しカメラにだまされる！ | 非放送舞台でのドッキリカメラ                                                                                             |
| 6    | 2007年8月31日 | 少女、保育園襲撃事件！           | 保育園への訪問、サイン会                                                                                                 |
| 7    | 2007年9月7日  | 少女達、いよいよ…                | 初めてメイン歌手として公演                                                                                               |
| 8    | 2007年9月14日 | 少女時代 その後日談              | 未放送カット、視聴者へのメッセージ                                                                                       |
| 9    | 2007年9月21日 | 少女、学校へ行く                 | サニーの母校でのゲリラライブ                                                                                             |